# Jamaïque aux Jeux olympiques de la jeunesse d'hiver de 2016
La Jamaïque participe aux Jeux olympiques de la jeunesse d'hiver de 2016 à Lillehammer en Norvège du 12 au 21 février 2016. Un athlète représente le pays pour cette édition.

## Résultats

### Bobsleigh
| Athlète       | Épreuve | Finale   | Finale   | Finale        | Finale |
| Athlète       | Épreuve | Manche 1 | Manche 2 | Total         | Rang   |
| ------------- | ------- | -------- | -------- | ------------- | ------ |
| Daniel Mayhew | Monobob | 58 s 85  | 58 s 62  | 1 min 57 s 47 | 13     |